# 小行星9264
小行星9264（英語：9264）是一颗围绕太阳公转的小行星。1978年7月28日，Perth Observatory在珀斯天文台发现了此天体。
这颗小行星的绝对星等为356.4652226180089等。